# Louis De Geer (1854-1935)

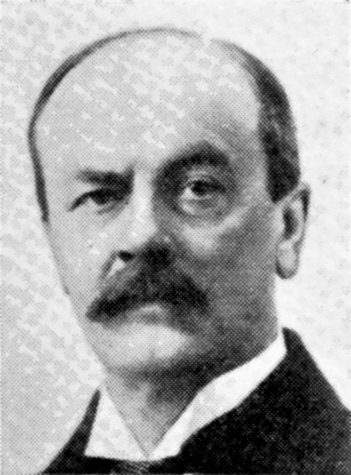
Gerhard Louis De Geer.

Baron Gerhard Louis De Geer von Finspång (Kristianstad, 27 november 1854 - Östra Göinge, 25 februari 1935) was een Zweeds politicus en enkele maanden premier van het land.

## Levensloop
Hij was de zoon van de Zweedse premier Louis Gerhard De Geer en Caronline Wachtmeister. Na zijn studies rechten aan de Universiteit van Uppsala stapte hij in de politiek en in 1912 werd hij lid van de Liberale Partij. In 1914 verliet hij deze partij alweer en was sindsdien partijloos. De volgende jaren was hij de voorzitter van een comité dat zich vanaf 1919 inzette voor het invoeren van een achturige werkdag. Hierdoor kreeg De Geer een versterkte sociaaldemocratische visie.
Van 1901 tot 1914 zetelde De Geer in de Zweedse Senaat en van 1905 tot 1923 was hij gouverneur van de provincie Kristianstads län.
Toen koning Gustaaf V in 1920 zijn regering ontsloeg, nam De Geer het premierschap van Zweden over en moest dit blijven tot aan de parlementsverkiezingen van oktober 1921. Hij werd ondersteund door de linkse en rechtse partijen, maar na een motie van wantrouwen trad De Geer op 23 februari 1921 af als premier.
- Gemeinsame Normdatei: 1100551476
- International Standard Name Identifier: 0000 0000 8204 5990
- Library of Congress Control Number: no2010161809
- LIBRIS: 203886
- Virtual International Authority File: 19650894
- WorldCat: E39PBJyCFddYv7yJKg7QxDfTHC